# Regius Professor of Surgery (Aberdeen)
Der Regius Professor of Surgery ist eine 1839 durch Königin Victoria gestiftete Regius Professur für Chirurgie an der University of Aberdeen.:188–189 Die Stiftung wurde kurz vor der Zusammenlegung von King’s College und Marischal College zur University of Aberdeen durchgeführt, um die Probleme abzumildern, die durch die konkurrierenden Colleges entstanden.:188–189

## Geschichte der Professur
1497 nahm das 1495 von Bischof William Elphinstone gegründete King’s College als erste Lehranstalt in der englischsprachigen Welt den Unterricht in Medizin auf. 1593 gründete der Vierte Earl Marischal, George Keith, ein nach ihm benanntes College.
1826 ernannte der spätere Premierminister Robert Peel eine Kommission zur Untersuchung aller schottischen Universitäten, wenn auch der Anlass primär die Beschwerde der Colleges in Edinburgh über die Einmischung des Stadtrats war.:182 Diese Kommission sprach als Empfehlungen die Vereinigung der Colleges in Aberdeen zu einer Universität aus.:182 Die Beschäftigung des Parlaments führte aber dazu, dass dieser Vorschlag für über 30 Jahre ignoriert wurde.:182 Gleichzeitig entstanden durch die Vorschläge der Kommission und die halbherzige Umsetzung aber Spannungen zwischen den Colleges, die in verschiedenen Fächern konkurrierten.:185–186
Einer der Hauptvorteile, den die Kommission für die Universität voraussah, war die Bildung einer gemeinsamen Schule für Medizin.:186 Eine solche gemeinsame Fakultät wurde zwar eingerichtet, aber sie brach 1839 durch Eifersüchteleien zwischen King’s und Marschial College auseinander.:187 Sechs Monate später intervenierte die Krone und gründete die gemeinsame Schule neu durch die Stiftung der Regius Professur für Chirurgie und der Besetzung mit William Pirrie vom Marschial College.:189 1860 wurden die Colleges vereinigt und die University of Aberdeen als Institution begründet.

## Inhaber
| Name                    | Namenszusatz                                                  | von  | bis   | Anmerkung |
| ----------------------- | ------------------------------------------------------------- | ---- | ----- | --- |
| William Pirrie:188–189  |                                                               | 1839 | 1882  | Pirrie hatte vor der Zusammenlegung der Medizinfakultäten von Kings und Marischal College in letzterem gelehrt.:188–189 |
| Alexander Ogston        | K.C.V.O., M.D., C.M., LL.D.                                   | 1882 | 1909  | |
| John Marnoch            |                                                               | 1909 | 1932  | Kurz nach Ausbruch des Ersten Weltkrieges litt Prinz Albert, der spätere König George VI an einer Blinddarmentzündung. Am 9. September 2014 operierte John Marnoch den Prinzen erfolgreich und wurde so zum königlichen Chirurgen und von 1909 bis 1932 Regius Professor in Aberdeen. |
| James Learmonth         | K.C.V.O., C.B.E., Hon. F.R.C.S.                               | 1932 | 1938  | Learmonth verließ Aberdeen, 1938, um die Leitung der Chirurgie an der University of Edinburgh zu übernehmen, wo er ab 1946 die Regius Professur für klinische Chirurgie übernahm. |
| William Combe Wilson    | F.R.C.S.E                                                     | 1938 | 1962  | |
| George Smith            | M.B.E., D.Sc., M.D., Ch.M., F.R.F.P.S., F.R.C.S.Ed., F.A.C.S. | 1962 | 1982  | |
|                         |                                                               | 1982 | 1984  | Nach der Emeritierung von George Smith blieb die Professur bis zur Ernennung von Oleg Eremin vakant. |
| Oleg Eremin             | M.D., F.R.C.S. (Ed), F.R.A.C.S.                               | 1985 | 1998  | |
| James Douglas Hutchison | MB.ChB., PhD., F.R.C.S.(Ed)                                   | 1999 | heute | |